# Лопатина, Екатерина Михайловна
Екатерина Михайловна Лопатина (1865—1935) — русская писательница.

## Биография
Родилась 8 апреля 1865 года в семье известного юриста М. Н. Лопатина. Сестра философа и психолога Л. М. Лопатина. Получила домашнее образование. С детства была знакома со многими выдающимися людьми того времени, собиравшимися на «лопатинские среды». В начале 1880-х годов она посещала Московские высшие женские курсы Герье и 1883 году выдержала экзамен на звание домашней учительницы.
В 1891 году в журнале «Русская мысль» появилось её первое литературное произведение — «Воспоминания о С. А. Юрьеве». Писала под псевдонимами: Ельцова, К. и Л.. Дебют Катерины Ельцовой состоялся в журнале «Новое слово», где в 1896—1897 годах печатался её роман «В чужом гнезде», который был положительно отмечен критикой. Через год журнал «Русская мысль» опубликовал её рассказ «Подневольные души». В редакции журнала «Новое слово», в январе 1897 года, состоялось её знакомство с И. А. Буниным; в ноябре того же года они начали часто встречаться: в своём дневнике она записала: «я была до глупости счастлива и взволнована <…> Бунина мне ужасно хочется видеть». Бунин жил в то время рядом, — в Хрущёвском переулке, в меблированных комнатах Гунста. С каждой встречей Бунин всё больше увлекался ею, но Лопатина не отвечала ему взаимностью. В начале марта он сделал ей предложение, которое Екатерина Михайловна решительно отвергла. По его словам, она расхохоталась: «Да как же это выходить замуж… Да ведь это можно только тогда, если за человека голову на плаху можно положить». Эту фразу Бунин «отчетливо помнил» и десятилетия спустя. Однако летом Бунин, чтобы быть рядом с Лопатиной, снял на двоих со своим знакомым Иннокентием Михайловичем Михеевым небольшую квартиру поблизости от дачи Лопатиных в Царицыно, — на даче купца Ерохова. Здесь, в Царицыно, 1 июня состоялось ещё одно объяснение: 16 июня Бунин написал в письме: «Как не почувствовали Вы никогда моей любви и не дрогнуло у Вас сердце? И уж никакой надежды!».
Е. М. Лопатина была влюблена во врача-психиатра Токарского. В 1899 году после разрыва с ним она тяжело заболела. После болезни Лопатина перестала заниматься литературной деятельностью, отдавшись благотворительной деятельности: была попечительницей Хамовнического 1-го женского училища, Никольской общины; во время первой мировой войны — старшая сестра психиатрического госпиталя.
После 1917 года эмигрировала во Францию. Давала уроки, изредка печаталась в газете «Последние новости» и в журнале «Современные записки» в Париже; продолжала благотворительную деятельность — З. Н. Гиппиус писала: «есть на горе, над Антибами, в полуразрушенном старом замке, нищенский детский „превенториум“; он создан из ничего и существует, держится, тоже ничем».
Умерла 8 сентября 1935 года в Вальбонне, во Франции.